# Shadia Alem
Pour les articles homonymes, voir Alem.
Shadia Alem ou Shādiyah 'Ālim (en arabe : شادية عالم), née à La Mecque en Arabie saoudite, est une artiste visuelle, peintre et photographe saoudienne.
Ses œuvres mettent en autre en relief le peu de place des femmes dans la vie et l'histoire de la société saoudienne. Ses créations sont aussi et avant tout une ode à la vie et à la Création, poésie flamboyante singulière puisant ses racines dans sa culture et la tradition, les textes sacrés, contes et légendes.

## Biographie

### Jeunesse et formation
Shadia Alem naît à La Mecque. Son enfance se déroule à Taif, où elle aurait peint sur des portes dès son plus jeune âge. Son père est calligraphe et sa mère fait de la broderie.
Shadia Alem est diplômé d'un BA en art et littérature anglaise de l'université du roi Abdulaziz.

### Début de carrière artistique

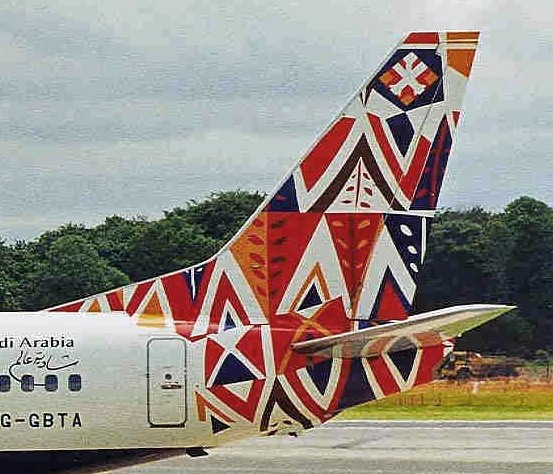
Avion British Airways arborant Youm al-Suq, œuvre de Shadia Alem.

Depuis 1985, le travail de Shadia Alem est exposé à l'échelle nationale en Arabie saoudite et à l'étranger. Certaines de ses œuvres sont un commentaire de la vie des femmes en Arabie saoudite, utilisant les formes mettant en lumière l'angoisse que les femmes peuvent vivre.
L'œuvre de Shadia Alem, Youm al-Suq, est choisie par la compagnie British Airways pour apparaître sur la livrée de ses avions en 1998,. Son exposition rétrospective de 2007 à la galerie Albareh montre le développement de son travail du portrait au paysage, en passant par la photographie. Elle expose également au Kunstmuseum de Bonn, à Amum dans le Tennessee, à Istanbul dans le cadre de son programme 2010 capitale de la culture, et à la sixième Biennale de Berlin.

### Biennale de Venise et suite de sa carrière
En 2011, l'Arabie saoudite entre pour la première fois à la Biennale de Venise avec Shadia Alem comme représentante du pays,,. Son oeuvre intitulée The Black Arch, s'inspire du folklore, de l'islam et des récits de voyage médiévaux. L'œuvre exposée est constituée d'un cube sombre suspendu à sa pointe au-dessus d'une mer de sphères irisées. Les visiteurs sont encouragés à se déplacer dans l'œuvre et la sphère représentait des voyageurs de toutes sortes. L'ensemble de l'œuvre couvre une superficie de 350 m2 ; son installation physique est interprétée comme un défi à l'ordre spatial. La couleur noire est aussi une clé de l'installation : comme la couleur du tissu Ka'aba, la couleur des silhouettes de femmes voilées et de la pierre noire.
La même année 2011, Alem est l'une des artistes choisis pour figurer dans l'exposition Hajj au British Museum,. Mais en 2011 aussi, sa mère meurt, et elle perd quinze ans de travail dans une inondation à Djeddah. De plus, une panne informatique cause la perte de cinq autres projets.
Elle vit et travaille entre Paris et Djeddah.

### Les femmes et l'art en Arabie saoudite
En 2011, Shadia Alem et sa sœur, écrivain, sont présentées dans Vogue Italia, discutant de leur travail et du rôle des femmes en Arabie saoudite. Alors que Shadia Alem aborde les questions de genre à travers ses œuvres, sa sœur considère son écriture comme sans genre. Dans l'œuvre de Shadia Alem Negative No More, les préjugés et les idées fausses des femmes saoudiennes sont commentés. Cette œuvre se composait de 5 000 négatifs photographiques, dont aucun ne représente des femmes, pour attirer l'attention sur le fait que les femmes ont été absentes de l'histoire politique de l'Arabie saoudite.